# Corchorus pseudoolitorius
Corchorus pseudoolitorius är en malvaväxtart som beskrevs av Islam och Zaid. Corchorus pseudoolitorius ingår i släktet Corchorus och familjen malvaväxter. Inga underarter finns listade i Catalogue of Life.